# FIDE Circuit 2025
Der FIDE Circuit 2025 ist eine von der FIDE organisierte Wertung, über die ein Qualifikationsplatz für das Kandidatenturnier zur Schachweltmeisterschaft 2026 vergeben wird. Schachspieler können über ihr Abschneiden bei von der FIDE anerkannten Turnieren Punkte erzielen. In der Regel handelt es sich aber um unabhängig organisierte Turniere, die keine direkte Verbindung zum FIDE Circuit aufweisen. Es handelt sich nach 2023 und 2024 bereits um die dritte Ausführung einer solchen Wertung.

## Modus

### Turniere
Die FIDE setzt keine vordefinierte Liste an Turnieren fest, die zum FIDE Circuit beitragen können. Stattdessen fließen alle unter den Regeln der FIDE durchgeführten Turniere ein, die bestimmte Bedingungen erfüllen. Zu den allgemeinen Kriterien gehört unter anderem, dass sie:
- Individual-Wettbewerbe sind,
- über mindestens acht Spieler verfügen,
- über mindestens sieben Runden gespielt werden beziehungsweise über vier Runden in einem Knockout-Format,
- einen TAR (durchschnittliche Wertung der acht höchstgewerteten Teilnehmer) von mindestens 2550 (klassisch) bzw. 2700 (Schnell- und Blitzschach) aufweisen können
- zwischen dem 1. Januar und 15. Dezember 2025 beziehungsweise dem 21. Dezember 2025 (nationale Meisterschaften, Kontinentalwettkämpfe und Turniere mit mindestens 50 Teilnehmern) enden

Darüber hinaus mussten unter dem Teilnehmerfeld mindestens drei verschiedene Schachverbände vertreten sein. Zudem durfte keiner der Verbände mehr als die Hälfte der 20 höchstgewerteten Teilnehmer stellen. Einzig nationale Meisterschaften waren von dieser Regel befreit.
Als Neuerung wurde eine Ausnahme für die Teilnehmerzahl eingefügt. So können auch Turniere Beachtung finden, wenn sie nur mit sechs Teilnehmern ausgetragen werden, dafür aber als Doppelrundenturnier stattfinden und einen TAR von mindestens 2700 aufweisen. Dies ist etwa bei Norway Chess der Fall.

### Spieler
Spieler konnten maximal sieben Turnierleistungen in die Wertung einbringen, die anschließend summiert wurden. Um für den Qualifikationsplatz zum Kandidatenturnier berechtigt zu sein, mussten Spieler jedoch an mindestens fünf Turnieren teilgenommen haben. Darüber hinaus galten folgende Voraussetzungen:
- mindestens vier Turniere mit klassischer Bedenkzeit
- mindestens zwei dieser Turniere mussten mit einem Teilnehmerfeld von mindestens 50 Spielern starten
  - im Fall von nur fünf eingebrachten Turnieren reichte ein Turnier mit mindestens 50 Teilnehmern aus
- maximal zwei Turniere im Schnell- oder Blitzschach

### Punkteformel
Die Punktzahl {\displaystyle P}, die ein Spieler für eine Turnierleistung erzielt, berechnet sich wie folgt:
{\displaystyle P=B\times k\times w}
- {\displaystyle B}: Basispunkte anhand der Platzierung
- {\displaystyle k}: Turnierstärke, berechnet entsprechend der Formel {\displaystyle k=(TAR-2500)/100}
- {\displaystyle w}: Gewichtung
  - 1,0 für klassische Turniere (a)
  - 0,8 für die Schnellschachweltmeisterschaft
  - 0,6 für die Blitzschachweltmeisterschaft und anderweitige Schnellschachturniere
  - 0,5 für gemischte Schnell- und Blitzschachturniere
  - 0,4 für anderweitige Blitzschachturniere

#### Basispunkte
Die Zahl der Spieler, die Punkte erhalten, richtet sich nach der Turnierform. Bei Turnieren nach Schweizer System erhalten die acht bestplatzierten Spieler (plus punktgleiche Spieler) Punkte. Bei K.-o.-Formaten musste mindestens die dritte Runde erreicht worden sein. Allgemeine Voraussetzung ist allerdings die Platzierung in der oberen Hälfte des Turniers. Bei Rundenturnieren erhält nur das obere Drittel Punkte, bei acht bis zehn Teilnehmern also beispielsweise nur die besten drei Spieler.
| 1.      | 2. | 3. | 4. | 5. | 6. | 7. | 8. |
| ------- | -- | -- | -- | -- | -- | -- | -- |
| 11 / 10 | 8  | 7  | 6  | 5  | 4  | 3  | 2  |

Bei Punktgleichheit mehrerer Teilnehmer berechnet sich die Zahl der Basispunkte zur Hälfte aus der durchschnittlichen Punktzahl der beteiligten Platzierungen und zur Hälfte aus der individuellen Platzierung nach Tie-Break. Im Falle eines alleinigen Sieges erhält der Erstplatzierte 11 Basispunkte. Musste nach Tie-Break entschieden werden, entfallen 10 Punkte in die Berechnung.

#### Sonderfälle
Ding Liren erhielt für seine Leistung bei der Schachweltmeisterschaft 2024 ebenfalls Punkte für den FIDE Circuit 2025. Statt des TARs wurde Dings Performance Rating und eine Gewichtung von 2 in der Kalkulation verwendet.

## Turniere
Die folgende Liste zeigt alle bisherigen Turniere, die Punkte für den FIDE Circuit vergeben konnten.
| Turnier                               | Turnier                               | Ort              | Datum           | TAR      | Sieger                |
| ------------------------------------- | ------------------------------------- | ---------------- | --------------- | -------- | --------------------- |
| Tata-Steel-Schachturnier              | Masters                               | Wijk aan Zee     | 17.01. – 02.02. | 2763 1⁄8 | R. Praggnanandhaa     |
| Tata-Steel-Schachturnier              | Challengers                           | Wijk aan Zee     | 17.01. – 02.02. | 2618 5⁄8 | Thai Dai Van Nguyen   |
| Aserbaidschanische Meisterschaft      | Aserbaidschanische Meisterschaft      | Baku             | 01.02. – 15.02. | 2641 3⁄4 | Rauf Məmmədov         |
| Al-Beruniy                            | Masters                               | Taschkent        | 02.02. – 12.02. | 2624 3⁄8 | Muhiddin Madaminov    |
| Al-Beruniy                            | Challengers                           | Taschkent        | 02.02. – 12.02. | 2557 5⁄8 | Bardiya Daneschwar    |
| Djerba International Chess Festival   | Masters                               | Djerba           | 15.02. – 23.02. | 2646 3⁄4 | MarcAndria Maurizzi   |
| Prager Schachfestival                 | Masters                               | Prag             | 25.02. – 07.03. | 2721 1⁄4 | Aravindh Chithambaram |
| Prager Schachfestival                 | Challengers                           | Prag             | 25.02. – 07.03. | 2584     | Nodirbek Yoqubboyev   |
| FIDE-Juniorenweltmeisterschaft        | FIDE-Juniorenweltmeisterschaft        | Petrovac na moru | 25.02. – 07.03. | 2560 1⁄2 | V. Pranav             |
| Aeroflot Open                         | Aeroflot Open                         | Moskau           | 28.02. – 07.03. | 2704 5⁄8 | Jan Nepomnjaschtschi  |
| Schach-Europameisterschaft            | Schach-Europameisterschaft            | Eforie Nord      | 14.03. – 27.03. | 2671 5⁄8 | Matthias Blübaum      |
| Georgy Agzamov Memorial               | Georgy Agzamov Memorial               | Taschkent        | 19.03. – 30.03. | 2643 5⁄8 | Nihal Sarin           |
| Reykjavik Open                        | Reykjavik Open                        | Reykjavík        | 09.04. – 15.04. | 2612 3⁄4 | Parham Maghsoodloo    |
| Open Internacional Semana Santa       | Open Internacional Semana Santa       | Alicante         | 16.04. – 21.04. | 2599 7⁄8 | Wolodar Mursin        |
| Grenke Chess Open                     | Grenke Chess Open                     | Karlsruhe        | 17.04. – 21.04. | 2638 3⁄8 | S. Aswath             |
| Open Chess Menorca                    | Gruppe A                              | Ciutadella       | 22.04. – 27.04. | 2644     | Wassyl Iwantschuk     |
| Superbet Rapid & Blitz Poland         | Superbet Rapid & Blitz Poland         | Warschau         | 24.04. – 01.05. | 2741     | Wladimir‌ Fedossejew   |
| Sardinia World Chess Festival         | Sardinia World Chess Festival         | Orosei           | 26.04. – 03.05. | 2593 1⁄4 | Christopher Yoo       |
| Baku Open                             | Gruppe A                              | Baku             | 27.04. – 06.05. | 2591 5⁄8 | Aleksandar Inđić      |
| Ljubljana Chess Festival              | Ljubljana Chess Festival              | Ljubljana        | 28.04. – 04.05. | 2559 3⁄8 | Jan Šubelj            |
| Superbet Chess Classic Romania        | Superbet Chess Classic Romania        | Bukarest         | 05.05. – 17.05. | 2760 3⁄4 | R. Praggnanandhaa     |
| Asiatische Schach-Einzelmeisterschaft | Asiatische Schach-Einzelmeisterschaft | Al-Ain           | 07.05. – 15.05. | 2652 1⁄2 | Bardiya Daneschwar    |
| Deutsche Meisterschaft                | Deutsche Meisterschaft                | München          | 15.05. – 23.05. | 2636 5⁄8 | Vincent Keymer        |
| Sharjah Masters                       | Sharjah Masters                       | Schardscha       | 16.05. – 26.05. | 2690 3⁄8 | Anish Giri            |
| TePe Sigeman & Co Chess Tournament    | TePe Sigeman & Co Chess Tournament    | Malmö            | 20.05. – 26.05. | 2647     | Javohir Sindarov      |
| Panamerikanische Schachmeisterschaft  | Panamerikanische Schachmeisterschaft  | Natal            | 23.05. – 31.05. | 2606 1⁄4 | Samuel Shankland      |
| Norway Chess                          | Norway Chess                          | Stavanger        | 26.05. – 06.06. | 2790 2⁄3 | Magnus Carlsen        |
| Dubai Open                            | Kategorie A                           | Dubai            | 27.05. – 04.06. | 2620 1⁄4 | Alexei Grebnew        |
| Stepan Avagyan Memorial               | Stepan Avagyan Memorial               | Dschermuk        | 28.05. – 06.06. | 2678 3⁄4 | Aravindh Chithambaram |
| Delhi International Open              | Delhi International Open              | Neu-Delhi        | 07.06. – 14.06. | 2550 1⁄2 | Abhijeet Gupta        |
| Internationales Pfingst-Open          | Kategorie A                           | München          | 08.06. – 14.06. | 2594 1⁄8 | Elham Amar            |
| UzChess Cup                           | Masters                               | Taschkent        | 18.06. – 28.06. | 2742 1⁄8 | R. Praggnanandhaa     |
| UzChess Cup                           | Challengers                           | Taschkent        | 18.06. – 28.06. | 2582 1⁄8 | Nikolas Theodorou     |
| Aktobe Open                           | Aktobe Open                           | Aqtöbe           | 21.06. – 01.07. | 2652 5⁄8 | Alexei Sarana         |
| SuperUnited Rapid & Blitz Croatia     | SuperUnited Rapid & Blitz Croatia     | Zagreb           | 30.06. – 07.07. | 2776     | Magnus Carlsen        |
| Dole Open                             | Dole Open                             | Aix-en-Provence  | 10.07. – 27.07. |          | P. Iniyan             |
| Schachfestival Biel                   | Open                                  | Biel             | 12.07. – 25.07. | 2564 1⁄2 | Murali Karthikeyan    |
| Karpov International Chess Tournament | Karpov International Chess Tournament | Chanty-Mansijsk  | 14.07. – 26.07. | 2655 3⁄4 | Amin Tabatabaei       |
| Oskemen Open                          | Oskemen Open                          | Öskemen          | 20.07. – 30.07. | 2603 1⁄8 | Alexei Grebnew        |
| Czech Open                            | Czech Open                            | Pardubice        | 25.07. – 02.08. | 2561 3⁄4 | Alexander Donchenko   |
| Dortmunder Schachtage                 | Dortmunder Schachtage                 | Dortmund         | 02.08. – 08.08. |          | Matthias Blübaum      |
| British Chess Championship            | British Chess Championship            | Liverpool        | 02.08. – 10.08. |          | Michael Adams         |

## Tabelle
Die folgende Tabelle zeigt die sechs derzeit bestplatzierten Teilnehmer.
| Platz               | Spieler               | Punkte | Traditionelle Open-Turniere (> 50 Teilnehmer) | Rapid & Blitz                                  | Sonstige |
| ------------------- | --------------------- | ------ | --------------------------------------------- | ---------------------------------------------- | --- |
| 1.                  | R. Praggnanandhaa     | 86,28  | keine                                         | keine                                          | 25,00 (#1) – Tata-Steel-Schachturnier (Masters) 23,90 (#1) – Superbet Chess Classic Romania 22,19 (#1) – UzChess Cup (Masters) 15,19 (#2) – Stepan Avagyan Memorial |
| 2.                  | Nodirbek Abdusattorov | 50,78  | keine                                         | keine                                          | 18,56 (#3) – UzChess Cup (Masters) 18,42 (#3) – Tata-Steel-Schachturnier (Masters) 13,80 (#3) – Sharjah Masters                                                     |
| 3.                  | Magnus Carlsen        | 43,96  | keine                                         | 15,18 (#1) – SuperUnited Rapid & Blitz Croatia | 28,78 (#1) – Norway Chess |
| 4.                  | Aravindh Chithambaram | 41,32  | keine                                         | keine                                          | 24,34 (#1) – Prager Schachfestival (Masters) 16,98 (#1) – Stepan Avagyan Memorial                                                                                   |
| 5.                  | Ding Liren            | 40,64  | keine                                         | keine                                          | 40,64 (#2) – Schachweltmeisterschaft 2024 |
| 6.                  | Anish Giri            | 38,58  | keine                                         | keine                                          | 20,94 (#1) – Sharjah Masters 11,06 (#2–4) – Prager Schachfestival (Masters) 06,58 (#5–6) – Tata-Steel-Schachturnier (Masters)                                       |
| Stand: 8. Juli 2025 |                       |        |                                               |                                                | |